# Lijst van paleontologen
Dit is een lijst van bekende paleontologen. Deze wetenschappers waren, vooral eerder dan de 20e eeuw, soms ook gespecialiseerd in andere wetenschappelijke disciplines.

## A
- Louis Agassiz
- Mary Anning

## B
- Adolphe Brongniart
- Éric Buffetaut

## C
- Kenneth Carpenter
- William Gilbert Chaloner
- Luis Maria Chiappe
- Edward Drinker Cope
- Georges Cuvier

## D
- Armand de Ricqlès
- Peter Dodson
- Eugène Dubois

## G
- Stephen Jay Gould

## K
- Alexander Keyserling
- James Kirkland

## M
- Othniel Charles Marsh

## O
- Halszka Osmólska
- Albert Oppel
- Alcide d'Orbigny

## P
- Gregory S. Paul

## S
- Ruth A.M. Schmidt
- Orazio Silvestri
- George Gaylord Simpson
- Jan Smit
- Nicolaus Steno
- Anne Schulp

## T
- Pierre Teilhard de Chardin